# Hör vad du säger men jag har glömt vad du sa
Hör vad du säger men jag har glömt vad du sa – czwarty album studyjny szwedzkiego piosenkarza Danny’ego Saucedo. Wydawnictwo ukazało się 20 listopada 2015 nakładem wytwórni muzycznej Sony Music i Chiliboy Music.
Album zadebiutował na 3. miejscu na oficjalnej szwedzkiej liście sprzedaży i otrzymał platynowy certyfikat za sprzedaż w nakładzie przekraczającym 40 tysięcy kopii.
Nagrania były promowane czterema teledyskami do utworów „Brinner i bröstet”, „Dör för dig”, „Sa som i himlen” i „Hör vad du säger men jag har glömt vad du sa”.

## Lista utworów
Opracowano na podstawie materiału źródłowego.
| Nr  | Tytuł utworu                                       | Długość |
| --- | -------------------------------------------------- | ------- |
| 1.  | „Brinner i bröstet” (gościnnie: Malcolm B)         | 3:42    |
| 2.  | „Varje minut varje sekund”                         | 3:47    |
| 3.  | „Dör för dig”                                      | 2:56    |
| 4.  | „Ta på dig jackan”                                 | 3:13    |
| 5.  | „Kandelabern”                                      | 3:47    |
| 6.  | „Sa som i himlen” (gościnnie: Tensta Gospel Choir) | 3:29    |
| 7.  | „Söndagkväll”                                      | 2:47    |
| 8.  | „Junikårn”                                         | 3:02    |
| 9.  | „För evigt”                                        | 3:54    |
| 10. | „Släppa taget”                                     | 3:26    |
|     |                                                    | 34:03   |

## Pozycja na liście sprzedaży
| Kraj    | Lista (2015)  | Najwyższa pozycja |
| ------- | ------------- | ----------------- |
| Szwecja | Top 60 Albums | 3                 |

| Kraj    | Lista (2016)  | Pozycja |
| ------- | ------------- | ------- |
| Szwecja | Top 60 Albums | 21      |
| Kraj    | Lista (2017)  | Pozycja |
| Szwecja | Top 60 Albums | 39      |
| Kraj    | Lista (2018)  | Pozycja |
| Szwecja | Top 60 Albums | 86      |

## Certyfikat
| Kraj          | Certyfikat      | Sprzedaż |
| ------------- | --------------- | -------- |
| Szwecja (GLF) | platynowa płyta | 40 000+  |